# Neumühle (Thalmässing)
Neumühle ist ein Gemeindeteil des Marktes Thalmässing im Landkreis Roth (Mittelfranken, Bayern). Neumühle liegt in der Gemarkung Eysölden.

## Geographische Lage
Die Einöde liegt im Norden des Naturparks Altmühltal nordwestlich von Eysölden an einem Zufluss der Kleinen Roth.

## Geschichte
Die im Dreißigjährigen Krieg zerstörte Mühle wurde nach dem Krieg durch die Markgrafen von Brandenburg-Ansbach neu erbaut und daher „Neumühle“ genannt. 1649 ist sie als „New Mühl“ erstmals erwähnt, der erste Müller hieß Michael Leußlein.
Gegen Ende des Alten Reiches, um 1800, war die Neumühle als Untertanen-Anwesen dem brandenburg-ansbachischen Kastenamt Stauf unterstellt. Die Hochgerichtsbarkeit übte das brandenburg-ansbachische Oberamt Stauf-Landeck aus. Kirchlich war (und ist) die Mühle der evangelisch-lutherischen Pfarrei Eysölden zugeordnet.
Im Königreich Bayern kam die Mühle 1808 in den Steuerdistrikt Eysölden. Bei der Neuorganisation von 1811 und bei der Gemeindebildung von 1818 blieb die Mühle bei der nunmehrigen Ruralgemeinde Eysölden. Seit 1809 im Landgericht Raitenbuch, kam die Gemeinde Eysölden und damit auch die Neumühle 1812 an das Landgericht Greding und 1879 an das Bezirksamt und Rentamt Hilpoltstein.
Spätestens im 19. Jahrhundert war die Mühle nicht nur ein Mahl- und Landwirtschaftsbetrieb, sondern auch ein Sägewerk. 1875 hielt der Müller drei Stück Rindvieh.
Seit der Einheirat 1909 heißt die Eigentümerfamilie Barth. In den Jahren nach 1945 ersetzte man das oberschlächtige Wasserrad durch eine Francis-Turbine und modernisierte die Mahlwerke. Auch wurden das Mühlengebäude und das Wohnhaus aufgestockt. Da immer weniger Bauern Mahlaufträge erteilten, weil sie ihr Brot nicht mehr selbst buken, wurde 1972 der Mahlbetrieb eingestellt. 1980 wurde auch die Landwirtschaft aufgegeben, der Sägebetrieb aber erneuert und vergrößert. In ihm werden aus heimischem Holz in Lohnschnitt vor allem Balken und Bretter für Handwerker, Bauherren und Händler hergestellt.
Im Zuge der Gemeindegebietsreform wurde die Gemeinde Eysölden und damit auch die Neumühle zum 1. Mai 1978 nach Thalmässing im Landkreis Roth eingegliedert.

### Einwohnerentwicklung
- 1818: 7 (1 „Feuerstelle“, 2 Familien)[11]
- 1823: 8 (1 Anwesen)[12]
- 1840: 9 (2 Häuser, 1 Familie)[13]
- 1871: 5 (3 Gebäude)[14]
- 1900: 8 (1 Wohngebäude)[15]
- 1950: 6 (1 Anwesen)[16]
- 1961: 5 (1 Wohngebäude)[17]
- 1970: 7[18]
- 2015: 10[19]